# Torokátum harcsa
A torokátum harcsa (Megalechis thoracata) a sugarasúszójú halak (Actinopterygii) osztályába, ezen belül a harcsaalakúak (Siluriformes) rendjébe és a páncélosharcsa-félék (Callichthyidae) családjába tartozó faj. Az Andoktól keletre él az Amazonas és az Orinoco folyókban, illetve a Paraguay folyó felső szakaszán, valamint Guyana és Észak-Brazília vidékein. Az utóbbi időkben a Paraná folyó felső szakaszán is megjelent. Megtalálható Észak-Brazília és a három Guyana partjai mentén is.  A kis tócsákban gyakran van szüksége a levegő belélegzésére.

## Elnevezései
A köznyelvi tarka páncélosharcsa és foltos páncélosharcsa elnevezéseket a testét borító fekete foltok után kapta.

## Megjelenése
Ez a harcsa a Callichthyinaek jellegzetességeit viseli. Legfeljebb 15,5 cm hosszú. Oldalait egymást átfedő lemezek fedik, amelyek vastag csontlemezekké állnak össze, és stabil védőpáncélt alkotnak. Testének keresztmetszete háromszög, míg hasa lapos. Zömök testfelépítésű, uszonyai kicsik. Szája alsó állású, hosszúkás, négy tapogató veszi körül, amelyek közül az alsók hosszabbak, és egyenesen előre mutatnak. A felsők az alsók között lefelé lógnak, és az aljzat tapogatására szolgálnak. Hasúszói hasi állásúak, és egy tüskét viselnek, ami a hímeken hosszabb, mint a nőstényeken. Hátúszója nagy, felső része lekerekített, és első sugara jóval rövidebb, mint a többi. Farokúszója kissé kifelé ívelt, tövénél egyenes, és olyan hosszú, mint a fej. A hal alapszínét környezetétől és hangulatától függően változtatja vörösesbarna, barna és fekete között. Egész testét fekete foltok borítják, ezek mindig megmaradnak. Családjának többi tagjához hasonlóan képes a belével is lélegezni.

## Életmódja
Többnyire békés természetű, talajlakó  mindenevő. Táplálható Detritusszal, tubifexszel és rovarlárvákkal. A nagyobb példányok még a kisebb halakat is elfogják. Csak a párzási időszakban válik agresszívvá. A hím védi területét a behatolók ellen.
A hím a felszín közelében levelek és úszó növények között keres alkalmas helyet a habfészek számára, amit nyálkával borított légbuborékokból épít. Udvarlásként néhányszor körbeússza a nősténnyel a fészket. Ezután a nőstény a hátára fordul, és a fészekbe lerakja ikráit. A világossárga ikrák száma akár 800 is lehet. A megtermékenyítés után a hím vigyáz az ikrákra, és agresszívan védelmezi őket az ivadékok 3-4 nappal későbbi kikelésééig. Az ivadékok kikelésüktől kezdve önállóak, és vízibolhákkal táplálkoznak. Gyorsan nőnek és fejlődnek.
A faj hangokat is képes kiadni, a hímek területük védelmezésekor, különösen szaporodási időszakban, de agresszív viselkedéskor mindkét nemnél előfordul.

## Tartása
A Corydoras fajokhoz hasonlóan tartható díszhalként. Más halak társaságát jól viseli. Nagy melegvizes medencét igényel.  A víz pH-ja 6,5, keménysége 5-10 német keménységi fok legyen. A faj a szinonim Hoplosternum thoracatum  néven, és más neveken is kapható.

## Fordítás
- Ez a szócikk részben vagy egészben  a   Megalechis thoracata című angol Wikipédia-szócikk ezen változatának fordításán alapul.  Az eredeti cikk szerkesztőit annak laptörténete sorolja fel. Ez a jelzés csupán a megfogalmazás eredetét és a szerzői jogokat jelzi, nem szolgál a cikkben szereplő információk forrásmegjelöléseként.
- Ez a szócikk részben vagy egészben  a   Rehbrauner Schwielenwels című német Wikipédia-szócikk fordításán alapul.  Az eredeti cikk szerkesztőit annak laptörténete sorolja fel. Ez a jelzés csupán a megfogalmazás eredetét és a szerzői jogokat jelzi, nem szolgál a cikkben szereplő információk forrásmegjelöléseként.